# アイオワ州の旗
アイオワ州の旗（アイオワしゅうのはた）は、アメリカ合衆国アイオワ州の州旗。青・白・赤の垂直三色旗である。これは、アイオワ州の領域がフランス領ルイジアナの一部であったという歴史を反映して、フランスの国旗に因んだものである。真ん中の白い部分には、青く長いリボンをくわえたハクトウワシが描かれている。リボンには、"Our liberties we prize and our rights we will maintain"（我々が重んじる我々の自由と、我々が守る我々の権利）という文言が白い文字で書かれている。この同じ文言のリボンをくわえたハクトウワシは、アイオワ州の紋章にも描かれている。その下に赤いIOWAの文字がセリフ体の大文字で書かれている。
この旗は、1917年5月にアイオワ州防衛会議によって最初に採用された後、1921年1月12日に州の旗として制定された。1917年にノックスヴィル在住でアイオワ州愛国婦人会のディクシー・コーネル・ゲープハルトによりデザインされた。
2001年、北米旗章学協会(NAVA)は、カナダの州および米国の州・領土の72の旗のデザインの質のランキングを発表し、アイオワ州の旗は42位だった。